# Đại hội Thể thao Thế giới
Đại hội Thể thao Thế giới, tổ chức lần đầu tiên vào năm 1981, là đại hội thể thao dành cho các môn không được thi đấu trong Thế vận hội. Đại hội Thể thao Thế giới được tổ chức bởi Hiệp hội Quốc tế Đại hội Thể thao Thế giới (IWGA), dưới sự bảo trợ của Ủy ban Olympic Quốc tế (IOC).

## Các kỳ
| Năm  | Kỳ đại hội | Địa điểm    | Chủ nhà            | Vận động viên | Quốc gia | Thể thao chính thức | Thể thao thỉnh mời |     |
| ---- | ---------- | ----------- | ------------------ | ------------- | -------- | ------------------- | ------------------ | --- |
| 1981 | I          | Santa Clara | Hoa Kỳ             | 1745          | 58       | 15                  | 1                  |     |
| 1985 | II         | Luân Đôn    | Anh Quốc           | 1227          | 57       | 20                  | 1                  |     |
| 1989 | III        | Karlsruhe   | Tây Đức            | 1206          | 50       | 17                  | 2                  |     |
| 1993 | IV         | Den Haag    | Hà Lan             | 2264          | 72       | 22                  | 4                  |     |
| 1997 | V          | Lahti       | Phần Lan           | 1379          | 73       | 22                  | 6                  |     |
| 2001 | VI         | Akita       | Nhật Bản           | 1968          | 93       | 22                  | 5                  |     |
| 2005 | VII        | Duisburg    | Đức                | 2464          | 93       | 27                  | 6                  |     |
| 2009 | VIII       | Cao Hùng    | Đài Bắc Trung Hoa1 | 2536          | 84       | 26                  | 5                  |     |
| 2013 | IX         | Cali        | Colombia           | 2982          | 103      | 26                  | 5                  |     |
| 2017 | X          | Wrocław     | Ba Lan             | 3168          | 102      | 27                  | 4                  | Nga |
| 2022 | XI         | Birmingham  | Hoa Kỳ             |               |          |                     |                    |     |
| 2025 | XII        | Thành Đô    | Trung Quốc         |               |          |                     |                    |     |
| 2029 | XIII       | Karlsruhe   | Đức                |               |          |                     |                    |     |

1 Trung Hoa Dân Quốc, thường được gọi là Đài Loan, lý do về mối quan hệ hai bên eo biển với Cộng hòa Nhân dân Trung Quốc, được công nhận bởi tên Trung Hoa Đài Bắc do IWGA và phần lớn của các tổ chức quốc tế.

## Môn thể thao/Phân môn
Đây là các môn thể thao/các phân môn chính thức của chương trình Đại hội Thể thao Thế giới.

### Nghệ thuật & khiêu vũ thể thao
- Thể dục nhào lộn
- Thể dục aerobic
- Artistic roller skating
- Khiêu vũ thể thao (Latinh, Salsa, Tiêu chuẩn)
- Thể dục nhịp điệu
- Trampoline (Đồng bộ, Double mini-trampoline)
- Tumbling

### Thể thao bóng
- Bóng ném bãi biển[4]
- Canoe Polo
- Fistball
- Korfball
- Floorball
- Bóng vợt
- Racquetball
- Bóng quẩn

### Võ thuật
- Nhu thuật (Duo, Fighting, Ne-Waza)
- Karate (Kata, Kumite)
- Sumo
- Muay Thái

### Thể thao chính xác
- Bắn cung (Trên cỏ, Target)
- Billiards (Carom, Pool, Snooker)
- Thể thao boules (Boule lyonnaise, Bi sắt, Raffa)
- Bowling (Ten-pin bowling)

### Thể thao sức mạnh
- Powerlifting
- Kéo co (nam ngoài nhà, nữ trong nhà)

### Thể thao xu hướng
- Hàng không thể thao (Nhảy dù, Tàu lượn nhào lộn, Paramotoring)
- Finswimming
- Đĩa bay (Ném đĩa bay)
- Khúc côn cầu một hàng
- Cứu hộ (Hồ bơi)
- Chạy định hướng
- Roller Speed Skating (Đường đua)
- Leo núi thể thao
- Water Ski & Wakeboard

### Thể thao thỉnh mời
- Bóng bầu dục Mỹ
- Chèo thuyền trong nhà
- Kickboxing
- Speedway

## Bảng tổng sắp huy chương
Xếp hạng theo tổng số huy chương:
| Hạng                | Đoàn                | Vàng | Bạc | Đồng | Tổng số |
| ------------------- | ------------------- | ---- | --- | ---- | ------- |
| 1                   | Ý                   | 153  | 145 | 142  | 440     |
| 2                   | Hoa Kỳ              | 142  | 131 | 109  | 382     |
| 3                   | Đức                 | 137  | 111 | 138  | 386     |
| 4                   | Nga                 | 137  | 110 | 72   | 319     |
| 5                   | Pháp                | 101  | 102 | 105  | 308     |
| 6                   | Trung Quốc          | 68   | 55  | 27   | 150     |
| 7                   | Anh Quốc            | 61   | 89  | 210  | 360     |
| 8                   | Nhật Bản            | 55   | 38  | 53   | 146     |
| 9                   | Ukraina             | 47   | 36  | 125  | 208     |
| 10                  | Tây Ban Nha         | 42   | 42  | 42   | 126     |
| Tổng số (10 đơn vị) | Tổng số (10 đơn vị) | 943  | 859 | 1023 | 2825    |

1. ↑  Liên Xô, đội giành 36 huy chương vào năm 1989, được tính riêng số huy chương chứ không gộp vào các quốc gia kế tục, kể cả Nga. Điều này áp dụng cho cả Tiệp Khắc (Cộng hòa Séc và Slovakia) và Nam Tư (Serbia và Montenegro).
2. ↑  Chức vô địch cầu lông đôi nam nữ năm 1981 thuộc về cặp vận động viên Thụy Điển và Anh Quốc. Cả hai nước được tính là có huy chương vàng.